# Aloe enotata
Aloe enotata é uma espécie de liliopsida do gênero Aloe, pertencente à família Asphodelaceae.